# Montagne della Terra di Mezzo
Questo è l'elenco delle montagne della Terra di Mezzo, che fanno parte dell'universo immaginario fantasy creato dallo scrittore inglese J. R. R. Tolkien. La lista contiene catene montuose, colli, vette e passi montani che si trovano nelle regioni di Aman e della Terra di Mezzo.

## Montagne

### Caradhras
Il Caradhras, chiamato anche Cornorosso in ovestron e Barazinbar in khuzdul, è un picco delle Montagne Nebbiose. Insieme al Celebdil e al Fanuidhol, è la più settentrionale delle tre montagne che sovrastano il reame nanico di Moria. Le miniere di mithril, su cui la ricchezza di Moria è fondata, si estendono proprio sotto di esso. Al di sotto del limite delle nevi perenni, il Caradhras è descritto come avente versanti di un rosso scuro, come macchiati di sangue, che è forse l'origine del suo nome. La montagna domina il Passo Cornorosso, uno stretto sentiero di montagna che permette l'attraversamento delle Montagne Nebbiose.
Il Caradhras per secoli ebbe una cattiva reputazione, guadagnandosi l'appellativo di "il Crudele", per il suo accanirsi contro i viaggiatori. Nel Signore degli Anelli, la Compagnia dell'Anello tenta di attraversare il Caradhras nel suo viaggio alla volta di Mordor, ma fallisce a causa delle tempeste scatenate dalla montagna stessa. La Compagnia si rassegna quindi ad attraversare le miniere di Moria.
Il nome Caradhras è sindarin e significa "Cornorosso". È composto da caran "rosso" e ras "corno".

### Celebdil
Celebdil, chiamato anche Argentacuspide in ovestron e Zirak-zigil in khuzdul, è un picco delle Montagne Nebbiose. Insieme al Caradhras e al Fanuidhol, è una delle tre montagne che sovrastano il reame nanico di Moria. Sulla sua sommità si trova la torre di Durin, dove Gandalf combatte contro il Flagello di Durin ne Il Signore degli Anelli. In una lettera del 1968, Tolkien identifica la svizzera Silberhorn come gli apparve campeggiando vicino Mürren, nel 1911, come «l'Argentacuspide dei miei sogni».

### Echoriath
Gli Echoriath o Monti Cerchianti si trovano nel Beleriand settentrionale, vicino agli Ered Wethrin. Gli Echoriath formavano una naturale cerchia di montagne, chiudendo così la valle più tardi chiamata Tumladen, dove gli Elfi costruirono la città di Gondolin. Un sentiero nascosto attraverso gli Echoriath, la Via di Fuga, costituiva l'unica via d'accesso alla città, una strada protetta da sette cancelli. Agli Echoriath è intitolata la catena degli Echoriath Montes su Titano.

### Ephel Dúath
Gli Ephel Dúath (lett. "Cinta d'ombra") o Montagne dell'Ombra circondano le terre occidentali e meridionali di Mordor. Al Morannon si incontrano con gli Ered Lithui, in modo che le due catene isolino efficacemente Mordor, su tre lati, dall'invasione. Il passo di Cirith Ungol attraversa gli Ephel Dúath dalle scale di Cirith Ungol dietro Minas Morgul fino alla torre di Cirith Ungol. Anche la fortezza di Durthang era situata negli Ephel Dúath.

### Ered Gorgoroth
Gli Ered Gorgoroth (lett. "Monti di terrore") si estendevano nel nord della Terra di Mezzo, durante la Prima Era. Erano il confine a sud dell'altopiano di Dorthonion, e separavano il Dorthonion e le pianure settentrionali di Ard-galen dal Beleriand vero e proprio. Furono così chiamate dai sindar del Doriath dopo che il ragno gigante Ungoliant ne fece sua temporanea dimora, e vi producesse diversi ragni malvagi, i quali tesserono ragnatele così fitte che non lasciavano passare la luce, e tutto l'ambiente ne fu avvelenato. Il Gorgoroth non aveva sentieri conosciuti, e anche gli orchi di Morgoth evitavano la zona e ne stavano alla larga. In tutta la Prima Era si racconta che solo Beren figlio di Barahir abbia passato la catena montuosa, ma non parlò mai del suo terribile viaggio. Come il resto del Belierand, anche gli Ered Gorgoroth scomparvero sotto le acque del mare durante la Guerra d'Ira, mentre solo l'altopiano di Dorthonion sopravvisse come isola di Tol Fuin.

### Ered Lithui
Gli Ered Lithui (lett. "Montagne di cenere") formano la barriera settentrionale del regno di Mordor e delimitano a sud i confini delle Paludi Morte e del Dagorlad. Al loro estremo si colloca il Morannon, che li collega agli Ephel Dúath. Su una cima interna degli Ered Lithui, protetta dalla catena montuosa, sorge la torre di Barad-dûr. Devono il loro nome al loro colore grigiastro e per il cielo cinerino che il viaggiatore, venendo da nord, scorge oltre le cime, dovuto alla grande attività del vicino Monte Fato.

### Ered Lómin
Gli Ered Lómin costituiscono il limite occidentale dello Hithlum nel Beleriand. Verso sud si sviluppano quasi fino agli Ered Wethrin, da cui sono separati dal profondo fiordo di Drengist. Il sentiero nascosto Cirith Ninniach permetteva il passaggio delle montagne nei pressi del fiume Drengist. È attraverso questo passaggio che Fëanor e i noldor tornarono nella Terra di Mezzo.

### Ered Wethrin
Gli Ered Wethrin o Montagne dell'Ombra si trovano nel nord del Beleriand. Sono una catena montuosa con andamento est-ovest che divideva il Dor-lómin e il Mithrim a nord dal Beleriand a sud, e ad est curvava verso nord-ovest, formando il contorno dello Hithlum. Una serie di colline a sud-ovest formava il contorno sud del Nevrast. Vari fiumi nascevano negli Ered Wethrin, tra i quali il Narog, il Teiglin e il Sirion. Il punto più orientale degli Ered Wethrin arrivava quasi agli Echoriath, formando una stretta valle attraverso la quale scorreva il corso superiore del Sirion. Gli Ered Wethrin scomparvero sotto le acque del mare alla fine della Prima Era.

### Irensaga
L'Irensaga è una delle vette principali dei Monti Bianchi, situata nel regno di Rohan. Si tratta di un monte dalla cresta a più punte, la cui forma ricorda una sega; il nome infatti deriva dall'anglosassone e indica una sega (saga) di ferro (iren). All'Irensaga è dedicata la catena degli Irensaga Montes su Titano.

### Kalormë
Il Kalormë è una cima della catena montuosa Mura del Sole, nel continente orientale di Arda. Non si sa altro di questa catena montuosa, se non che sono speculari ai monti Pelóri situati a ovest e che il Kalormë costituisce la seconda vetta più alta di Arda dopo il Taniquetil.

### Meneltarma
Il Meneltarma (lett. "Pilastro del cielo") è un monte sacro che si ergeva al centro dell'isola di Númenor. In adûnaico era chiamato Minûltarîk. Era alto 14 000 piedi (oltre 4 250 metri) e in due occasioni dalla sua sommità erano usciti fumo e fuoco, cosa che faceva sospettare che la montagna fosse in origine un vulcano. Le pendici del Meneltarma digradavano dolcemente, formando cinque catene collinose che corrispondevano alle cinque penisole di Númenor; paragonabili alle radici del monte erano chiamate Tarmasundar, le radici del pilastro. Ai piedi del monte, tra il Tarmasundar sud-occidentale e quello sud-orientale vi era la valle di Noirinan, dove erano scavati nella roccia i sepolcri dei re di Númenor.
Aveva una sommità vasta, piatta e incavata consacrata a Eru Ilúvatar, che ospitava una grande folla durante la cerimonie religiose che avvenivano sempre all'aria aperta non essendoci alcun edificio o tempio, a esclusione di una lunga strada spiraliforme che iniziava dalla Tarmasundar sud-occidentale e che poi terminava a nord sotto il margine della sommità. Il silenzio assoluto era d'obbligo per chiunque salisse il monte, che poteva farlo senza strumenti e armi, e solo il re aveva il diritto di parlare, per indirizzare preghiere e ringraziamenti a Eru Ilúvatar durante le tre feste sacre di Númenor: l'Erukyermë nei primi giorni di primavera, l'Erulaitalë a mezza estate e l'Eruhantalë a fine autunno. Durante queste occasioni il re, vestito di bianco e ricco di ornamenti, risaliva la montagna seguito da una numerosa folla silenziosa.
Nell'anno 3319 della Seconda Era, Númenor venne distrutta e sprofondò nell'oceano. L'ultima regina, Tar-Míriel, cercò di salvarsi salendo sul Meneltarma, ma le acque la raggiunsero prima che potesse arrivare alla cima. Molti dei numenoreani sopravvissuti ritengono che la cima di Meneltarma non sia però sprofondata nelle acque, in quanto luogo sacro, e sia quindi rimasta al di sopra del livello del mare. Tale cima viene spesso cercata dai marinai nel mezzo dell'oceano, poiché si dice che essa sia l'unico luogo al mondo da cui è ancora possibile scorgere le Terre Immortali, che, dopo la caduta di Númenor, furono rese invisibili e irraggiungibili agli uomini.

### Mindolluin
Il Mindolluin (lett. "Testa azzurra torreggiante") è un monte sito all'estremità orientale dei Monti Bianchi. Sulle pendici orientali del Mindolluin sorge la città di Minas Tirith. Ne Il Signore degli Anelli, al termine della guerra contro Sauron, Gandalf conduce Aragorn in cima al Mindolluin, per fargli ammirare il reame di Gondor nella sua interezza. Proprio sulla vetta i due scorgono un alberello della stirpe di Nimloth, che viene portato a Minas Tirith e piantato, al posto di quello appassito, al centro del Cortile della Fontana. Al Mindolluin sono intitolati i Mindolluin Montes su Titano.

### Montagna Solitaria

La Montagna Solitaria nel film Lo Hobbit - Un viaggio inaspettato

La Montagna Solitaria (in sindarin Erebor) è una grande montagna isolata nel nord-est della Terra di Mezzo, a est di Bosco Atro, sud delle Monti Grigi e a ovest dei Colli Ferrosi, nei pressi della città di Dale. Da qui nasce il fiume Flutti. Nell'anno 1999 della Terza Era il re dei nani Thráin I, fuggito da Moria dopo l'avvento del Balrog, vi fondò il Regno sotto la Montagna, che fu però abbandonato da Thorin I che si trasferì sui Monti Grigi. Dopo che i draghi cacciarono i nani dai Monti Grigi, Thror tornò alla Montagna Solitaria e qui fondò un prospero regno destinato a durare sino all'avvento del drago Smaug, che cacciò i nani dalle loro dimore.
Ne Lo Hobbit Thorin Scudodiquercia guida una spedizione per riconquistare la montagna e il tesoro perduto dei nani. Dopo l'uccisione del drago, da parte di Bard, i nani non possono ancora rientrare in possesso delle loro dimore perché sorgono dissapori sul tesoro tra uomini, elfi e nani; dissapori che vengono risolti quando le tre razze devono combattere insieme nella battaglia dei cinque eserciti, che li vede contrapposti a orchi e lupi. Dopo la battaglia Erebor torna a essere la dimora dei nani e anche la tomba di Thorin che nella battaglia perde la vita. Durante la guerra dell'Anello, Erebor diviene il luogo in cui si fortificano i nani e gli uomini di Dale, assediati dalle forze di Mordor. Alla Montagna Solitaria è dedicato l'Erebor Mons su Titano.

### Montagne di Angmar
Le Montagne di Angmar sono una catena montuosa che si estende a nord-ovest delle Montagne Nebbiose, alle quali sono collegate tramite il Monte Gundabad. Separano le distese ghiacciate del Forodwaith dalla regione dell'Eriador. Sulla punta più nord-occidentale della catena sorgeva la fortezza di Carn Dûm, da cui il Re stregone controllava il regno di Angmar. Grande roccaforte orchesca era il Monte Gram, che si ergeva nella parte meridionale della catena.

### Montagne Nebbiose
Le Montagne Nebbiose (in sindarin Hithaeglir, nella nuova traduzione italiana Monti Brumosi) sono la più grande catena montuosa della Terra di Mezzo nord-occidentale. Si estendono in direzione nord sud per una lunghezza superiore alle mille miglia, e separano l'Eriador dalle Terre Selvagge. All'estremità settentrionale, in corrispondenza del Monte Gundabad, la catena si scinde nelle Montagne di Angmar e nei Monti Grigi. A sud di Gran Burrone, nei pressi dei monti di Moria, essa descrive una leggera curva verso sud-ovest, per poi curvare nuovamente verso sud-est fino a Methedras, l'ultimo picco, nelle cui braccia si trova Isengard. La Breccia di Rohan separa le Montagne Nebbiose dai Monti Bianchi più a sud. Altre cime importanti delle Montagne Nebbiose sono il Caradhras, il Celebdil e il Fanuidhol. Le Montagne Nebbiose costituiscono un ostacolo notevole nelle comunicazioni tra l'est e l'ovest della Terra di Mezzo, così nel corso dei secoli sono stati creati diversi passi per attraversarle; i più importanti sono l'Alto Passo e il Passo Cornorosso. Dalla catena montuosa sgorgano diversi fiumi: scorrono verso ovest il Mitheithel, il Bruinen, il Glanduin e Isen; verso est il Langwell, il Rhimdath, l'Iridato, il Celebrant, il Nimrodel e l'Entalluvio. Alcune Aquile della Terra di Mezzo nidificano su queste montagne.
La catena montuosa è stata presumibilmente ispirata dalle alpi svizzere, che Tolkien visitò nell'estate del 1911. Costituiscono un elemento di importanza centrale nelle opere della Terra di Mezzo. Le Montagne Nebbiose furono create da Morgoth per ostacolare Oromë, che spesso cavalcava cacciando per la Terra di Mezzo. In quei tempi erano molto più alte. Durin e il suo popolo vi fondarono poi il regno nanesco di Moria, ma il risveglio del Balrog Flagello di Durin nella Terza Era ne causa l'abbandono. Il posto dei nani viene allora preso da orchi e goblin. Entrato in possesso dell'Unico Anello, Gollum si insedia nelle Montagne Nebbiose per più di cinque secoli, vivendo su un'isola di un piccolo stagno sotterraneo. Ne Lo Hobbit la compagnia di Thorin Scudodiquercia attraversa la catena nel suo viaggio verso la Montagna Solitaria, e qui Bilbo Baggins entra in possesso dell'anello. Ne Il Signore degli Anelli la Compagnia dell'Anello prova a valicare il Passo Cornorosso, ma è costretta da una tempesta di neve a passare sotto la montagna, attraverso Moria, anziché scalarla, una decisione che ha come conseguenza la morte di Gandalf nello scontro con il Balrog.

### Monte Fato
Il Monte Fato (in sindarin Amon Amarth o Orodruin, lett "Montagna di fuoco") è un vulcano che si trova a Mordor, nei pressi di Barad-dûr. Nel Monte Fato Sauron forgiò l'Unico Anello e le sue fiamme sono anche l'unico modo per distruggerlo, pertanto il vulcano è la destinazione finale della Compagnia dell'Anello nel Signore degli Anelli. Sulla sua cima, alla fine della Seconda Era, Isildur si era rifiutato di gettare l'Unico Anello, mentre Frodo, con l'involontario aiuto di Gollum, riesce nell'intento, causando così la sconfitta di Sauron alla fine della Terza Era.
Al Monte Fato è dedicata la formazione montuosa di Doom Mons su Titano.

### Monte Gundabad
Il Monte Gundabad è la vetta all'estremo nord delle Montagne Nebbiose, che segna anche l'inizio delle Montagne di Angmar. È considerato un monte sacro per i nani in quanto qui venne al mondo il più anziano dei loro sette padri, Durin, e vi costruì una delle prime roccaforti nanesche. Durante la Seconda Era fu conquistato da legioni di orchi di Sauron, facendone la loro più importante roccaforte sulle Montagne Nebbiose. Con la fondazione del regno di Angmar, gran parte degli orchi della montagna si trasferirono a Carn Dûm. Fu solo con l'inizio della guerra tra Nani e Orchi che venne riconquistata dai nani, venendo tuttavia abbandonata subito dopo la conquista. Qui parte l'esercito di orchi che prende parte alla battaglia dei Cinque Eserciti raccontata ne Lo Hobbit. La montagna verrà definitivamente riconquistata dai nani nella Quarta Era.

### Monte Invasato
Il Monte Invasato o Dwimorberg è una cima dei Monti Bianchi, situato al termine della valle di Clivovalle. Ai piedi del monte si stende un bosco di pini e abeti, conosciuto come Dimholt, e si trova la Porta Nera di accesso ai Sentieri dei Morti, un passo infestato dagli spiriti di alcuni uomini che tradirono Isildur e vennero da questi maledetti. Ne Il Signore degli Anelli Aragorn e la sua compagnia passa nei pressi del Monte Invasato per attraversare i Sentieri dei Morti e giungere così a Gondor.

### Monte Rerir
Il Monte Rerir era una cima dei Monti Azzurri nella Prima Era. Il monte era situato in una zona assai elevata della catena montuosa, nei pressi del Lago Helevorn, dove probabilmente in tempi passati c'erano stati ghiacciai. Dalle sue pendici nasceva il fiume Gelion. La zona era abitata dagli elfi di Caranthir. Esisteva sulle pendici occidentali del monte una fortezza elfica che venne espugnata dagli orchi. Dopo la Guerra d'Ira, il monte crollò rovinosamente e i suoi resti furono sommersi dal mare. Al Monte Rerir è dedicata la catena dei Rerir Montes su Titano.

### Monti Azzurri
I Monti Azzurri (in sindarin Ered Luin o Ered Lindon) si trovano ad ovest dell'Eriador. Durante la Prima Era, i Monti Azzurri costituivano una catena non interrotta di monti che separavano l'Eriador dal Beleriand. Sette fiumi vi nascevano e scorrevano nella parte occidentale, e la terra dove questi fiumi scorrevano era nota come Ossiriand. Le città dei nani di Belegost e Nogrod erano situate su questi monti. La catena di monti fu spezzata durante la guerra dei Valar contro Morgoth, e a metà di questa giunse il mare, creando una nuova foce per il fiume Lhûn. A metà della spaccatura, dove il Lhûn incontrava il mare, vennero costruiti i Porti Grigi.

### Monti Bianchi
I Monti Bianchi (in sindarin Ered Nimrais) si estendono nella regione di Gondor. Si tratta di una catena montuosa dal profilo acuminato, di altezza elevata e dai numerosi ghiacciai perenni. La catena, priva di valichi, si snoda prevalentemente in senso est-ovest, ma esiste anche un settore settentrionale, che è separato dalle Montagne Nebbiose dalla depressione detta Breccia di Rohan. I Monti Bianchi costituiscono il confine settentrionale del regno di Gondor e il confine meridionale di Rohan. All'estremità orientale della catena, sulle pendici orientali del monte Mindolluin, sorge la città di Minas Tirith. I fuochi di segnalazione di Gondor sono posti sulle cime di sette monti della catena: Amon Dîn, Eilenach, Nardol, Erelas, Min-Rimmon, Calenhad e Halifirien. Altri picchi importanti sono l'Irensaga e lo Starkhorn. Vi si trova anche il Monte Invasato, il cui versante orientale, nella valle scavata dal fiume Acquaneve, ospita l'entrata dei Sentieri dei Morti, un passaggio che si estende al di sotto dei Monti Bianchi, infestato dai Morti di Dunclivo. Molti fiumi sgorgano lungo i Monti Bianchi: a nord l'Adorn, l'Acquaneve e il Rivo Mering; e nel lato sud, l'Erui, il Ringló, il Ciril, il Lefnui, il Celos, il Sirith, il Serni e il Gilrain.

### Monti Grigi
I Monti Grigi (in sindarin Ered Mithrin) si trovano a nord di Bosco Atro. Sono abitate prevalentemente da nani, ma verso la fine della Terza Era vi fu un esodo degli abitanti che lasciarono il territorio. I nani avevano timore dei draghi che avevano infestato quei luoghi, in gran parte incendiati: il regno che avevano costruito fu quasi interamente distrutto tanto che alla fine le belle vallate tra i monti, un tempo rigogliose, diventarono le Brughiere Aride. Dopo che i draghi furono tornati nelle regioni più fredde del Forodwaith, i nani vi si stabilirono di nuovo creando però un dominio meno potente.

### Orocarni
Gli Orocarni o Montagne Rosse sono la più orientale delle catene montuose della Terra di Mezzo. Si estendono dall'estremo nord fino al Mare Orientale, delimitando il continente per buona parte della sua costa orientale. Vi nascono numerosi fiumi che confluiscono nel Mare di Rhûn e nel Mare Orientale. In questi monti si trovano numerosi filoni di metalli pesanti e rari nonché di pietre preziose, tanto che vi si stabilirono fin dai tempi remoti tre delle sette case dei nani. Alle pendici degli Orocarni si trova la grande foresta del Bosco Selvaggio e anche la baia di Cuiviénen, luogo di nascita della razza elfica.

### Pelóri
Le Pelóri, dette anche Monti di Aman o Montagne di Difesa, si trovano nel continente di Aman, dove separano le pianure interne di Valinor da Eldamar e dalle terre incolte di Araman e Avathar, formando una mezzaluna che spazia da nord a sud. Il Taniquetil è la più alta di queste montagne e la dimora del trono di Manwë. Le Aule di Mandos si trovano apparentemente nelle propaggini settentrionali di questa catena montuosa. Le Pelóri vennero erette dai Valar dopo la distruzione delle Due Lampade, come cinta di alture difensive per il reame di Valinor.

### Starkhorn
Lo Starkhorn è una delle tre vette principali dei Monti Bianchi. Si presenta come un picco dalla punta aguzza e ricoperta di neve. Dalle sue pendici nasce il fiume Acquaneve, la cui vallata, chiamata Clivovalle, attraversa le montagne verso nord fino alla piana di Rohan. Presso lo sbocco in pianura, è situata la città di Edoras, capitale del regno di Rohan. Tolkien affermò che, nonostante il nome in lingua inglese indichi un picco (horn) rigido e duro come un chiodo (stark, che ha anche valenza di "aspro, desolato"), il toponimo era da lasciare invariato nelle varie traduzioni dell'opera, in quanto nome non facente parte dell'ovestron.

### Taniquetil
Il Taniquetil è la vetta più alta delle Pelóri e la montagna più alta di Arda. È situato nel punto mediano della costa est di Valinor, affacciandosi a oriente sulla Baia di Eldamar e sulla sua isola, Tol Eressëa, e dominando la stretta valle del Calacirya a nord. Sulla sommità si trova Ilmarin, la dimora di Manwë e di Varda. Sul Taniquetil, inoltre, abitano anche alcuni Maiar e Vanyar. Riguardo alla sua altezza, si dice che dalla sua cima Manwë e Varda possano vedere ogni luogo di Arda. Negli Annali di Aman la genesi della montagna viene fatta risalire a 3450 Anni Valian dalla discesa dei Valar in Arda. Il monte è conosciuto tra gli uomini anche come l'Alto Picco Bianco, la Montagna Bianca, la Montagna Sacra o il Monte di Manwë. In Quenya viene chiamato Oiolossë che significa "Perenne candore" o "Bianca-neve-eterna". In sindarin è chiamato Amon Uilos con lo stesso significato di "Monte perennemente bianco". In uno dei suoi primi appunti, Tolkien chiama il monte «Timbrenting o Tindbrenting in inglese, Tengwethil in gnomico, Taniquetil in elfico». Al Taniquetil è dedicata la catena dei Taniquetil Montes su Titano.

### Thangorodrim
Il Thangorodrim (lett. "Montagne della tirannia") è un gruppo di tre montagne nell'estremo nord del Beleriand, a settentrione dell'Anfauglith, nella catena dei Monti di Ferro. Furono erette nella Prima Era da Morgoth per celare e proteggere la propria fortezza di Angband dagli elfi. Il Thangorodrim crollò nel corso della Guerra dell'Ira: Morgoth, quasi sconfitto, fece fuoriuscire da Angband i suoi draghi alati che assalirono le schiere di Valinor: ma Eärendil, giunto sulla nave volante Vingilot, uccise il capo di questi draghi, Ancalagon, che cadde sui torrioni del Thangorodrim, distruggendoli.
Fu su quella parete rocciosa che Morgoth incatenò il signore elfico Maedhros, lasciandolo soffrire orribilmente per anni.

## Colline

### Amon Anwar
Amon Anwar (lett. "Colle della riverenza"), in origine chiamato Eilenaer e successivamente Halifirien (termine rohirric per "Montagna sacra"), è un colle che si innalza nel mezzo di una foresta alle pendici settentrionali dei Monti Bianchi nel territorio di Gondor. All'inizio della Terza Era Isildur stabilì i confini del regno di Gondor e, appreso che il colle di Eilenaer si ergeva proprio al centro del regno, vi seppellì il padre Elendil, invocando la protezione dei Valar su quel luogo, che da allora divenne noto come Amon Anwar. Isildur volle che nessuno eccetto un erede di Elendil potesse recarsi in quel luogo sacro, e per molto tempo solo i re di Gondor e in epoca più tarda i sovrintendenti ebbero il permesso di visitare il santuario.
Quando all'epoca del Sovrintendente Cirion Gondor subì l'invasione della provincia settentrionale di Calenardhon ad opera degli esterling, i guerrieri degli Éothéod giunsero in soccorso di Gondor e portarono l'alleato alla vittoria. Cirion concesse quindi agli Éothéod di prendere dimora nel Calenardhon, che divenne da allora noto come Rohan, e di autogovernarsi; proprio ad Amon Anwar Cirion ed Eorl stipularono la loro solenne alleanza, che venne ricordata come il Giuramento di Eorl. Siccome però da quei giorni Amon Anwar non segnava più il centro di Gondor, bensì sorgeva presso i suoi nuovi confini, Cirion ritenne opportuno portare la bara di Elendil a Rath Dínen, dove tutti gli altri re di Gondor erano sepolti. Lungo la linea dei Monti Bianchi fu posta una serie di fuochi di segnalazione, in modo che Gondor e Rohan potessero vicendevolmente darsi avviso di pericolo e richieste di aiuto, e il fuoco più occidentale venne posizionato proprio su Amon Anwar.

### Amon Hen
Amon Hen (lett. "Colle dell'occhio") è un colle situato sulla riva occidentale del fiume Anduin, all'estremità meridionale del lago Nen Hithoel presso le cascate di Rauros. Ospita le rovine di una costruzione numenoreana risalente all'inizio della Seconda Era: il Seggio della Vista, una torre-vedetta utilizzata dai primi sovrani di Gondor per vigilare i confini settentrionali del nuovo regno. Il seggio viene descritto così da Tolkien: «Un'ampia piattaforma circolare selciata con grosse pietre, e circondata da un parapetto merlato; al centro su quattro colonne scolpite, si ergeva un alto seggio a cui si accedeva tramite una scala dai molti gradini». Il trono di pietra è dotato di una magica virtù: permette a coloro che vi siedono di spingersi lontano con lo sguardo per centinaia e centinaia di chilometri.
Ne Il Signore degli Anelli, la Compagnia dell'Anello effettua una sosta ai piedi di Amon Hen prima di decidere in che direzione proseguire il viaggio. Qui Boromir cerca, senza riuscirvi, di togliere l'Unico Anello a Frodo, e muore nel successivo attacco degli uruk-hai inviati da Saruman. Inoltre ad Amon Hen la Compagnia si divide, con Frodo e Sam che proseguono da soli il viaggio verso Mordor e Aragorn, Legolas e Gimli che inseguono gli Uruk-hai per salvare Merry e Pipino.
Amon Hen compare nel film La Compagnia dell'Anello. Per la versione cinematografica venne costruito un set di rovine più esteso di quello suggerito dal romanzo di Tolkien con resti di scalinate, archi, statue colossali cadute e ancora visibili tra la vegetazione e lungo i fianchi della collina. La scelta, reputata compatibile con l'importanza del luogo per i númenóreani nella storia della Terra di Mezzo, mirava a caratterizzare maggiormente l'ambientazione e venne usata per enfatizzare, nelle intenzioni del regista Peter Jackson, la scena in cui Boromir cerca di sottrarre l'anello a Frodo. Amon Hen è anche il nome della rivista periodica dell'associazione inglese The Tolkien Society.

### Amon Rûdh
Amon Rûdh (lett. "Collina calva") è un colle del Beleriand che si trova a sud del Brethil e a sud-ovest del Doriath. Vi cresce copioso il seregon, una pianta dai fiori rossi. Ne Il Silmarillion, Amon Rûdh viene colonizzato dai nanerottoli scacciati dalle città di Nogrod e Belegost, che vi scavano numerose sale e aule. Verso la fine della Prima Era, gli ultimi rimasti sono Mîm e suoi figli Ibun e Khîm. Dopo la morte accidentale di Khîm a causa della banda di Túrin Turambar, Mîm la chiama Bar-en-Danwedh (lett. "La casa del riscatto").

### Colle Vento
Colle Vento (in sindarin Amon Sûl, in inglese Weathertop) è un colle dell'Eriador, sul lato nord della Grande Via Est, all'incirca a metà strada tra Brea e l'ultimo ponte. L'altura costituisce la più elevata e meridionale delle Colline Vento, una catena di colline alte "fino a quasi 1500 piedi", che si sviluppa a nord-ovest del Colle Vento. Il nome gli venne conferito dai dúnedain che avevano fondato il regno di Arnor. Sulla sommità di questo rilievo il re Argeleb I fa costruire una torre di vedetta a scopi difensivi, dato che, grazie alla loro altezza, le Colline Vento sono ottimi punti dai quali osservare la vasta pianura che si estende ai loro piedi. Su questa torre, detta Torre vedetta di Amon Sûl, viene inoltre posto uno dei sette palantíri.
Dopo lo smembramento di Arnor nei tre regni di Arthedain, Cardolan e Rhudaur, la torre passa al primo, sebbene vengano combattute svariate guerre di confine tra i tre stati, e per alcuni periodi la fortezza cade nelle mani degli altri due stati alternatamente, ritornando poi definitivamente in possesso di Arthedain. Attorno al 1300 della Terza Era, con la nascita a nord del reame di Angmar e l'indebolimento dei tre regni, i dunedain decidono di rinforzare questa posizione di difesa, creando una frontiera che si sviluppa per tutto l'arco delle colline. Questo tentativo rimane però infruttuoso, a causa di un'incursione degli uomini di Angmar; tutte le difese vengono date alle fiamme e distrutte, compresa la torre vedetta. Negli anni seguenti il colle rimane disabitato e cade in rovina, e la sommità del Colle Vento viene utilizzata in seguito solo sporadicamente come postazione di guardia e luogo di sosta per i raminghi che vigilano sull'Eriador.
Ne Il Signore degli Anelli Colle Vento è teatro di un aspro combattimento tra Gandalf e i Nazgûl. Qualche giorno più tardi anche Frodo, Aragorn e gli altri tre hobbit del gruppo partito da Brea, raggiungono da nord il colle, ma qui vengoro raggiunti dai Cavalieri Neri, che li attaccano durante la notte. In questa circostanza il re stregone di Angmar, signore dei nazgûl, ferisce gravemente Frodo con un pugnale morgul.

### Colli di Vesproscuro
I Colli di Vesproscuro (in sindarin Emyn Uial) sono situati nel nord-ovest della Terra di Mezzo e delimitano a settentrione il Decumano Nord. Ai loro piedi è posto il Lago Vesproscuro (o Nenuial), dal quale nasce il fiume Brandivino. I Colli di Vesproscuro, durante i primi secoli della Terza Era, dominavano la città di Annúminas, capitale del regno di Arnor.

### Colli Ferrosi
I Colli Ferrosi sono situati nel nord-est della Terra di Mezzo, oltre la Montagna Solitaria. Dopo che i nani furono cacciati dai Monti Grigi, Grór, insieme a suo zio Borin, guidò una parte del popolo del fratello Thrór ai Colli Ferrosi dove fondò un regno prosperoso grazie alla ricchezza di minerali dei colli. Dáin II Piediferro dopo essere diventato Re sotto la Montagna condusse gran parte del suo popolo dai Colli Ferrosi alla Montagna Solitaria.

### Colli Torrioni
I Colli Torrioni (in sindarin Emyn Beraid) sono situati nell'Eriador, ai confini occidentali della Contea, e appena al di là di essi c'è il mare: l'estuario del fiume Lhûn e i Porti Grigi. All'inizio della Seconda Era, dopo l'affondamento di Númenor, Elendil e i suoi seguaci númenóreani sbarcano nella Terra di Mezzo nei pressi dei Colli Torrioni, e lì organizzano un incontro con una delegazione degli uomini che vivevano in quelle zone, con cui erano lontanamente imparentati, ponendo le basi per la successiva fondazione del regno di Arnor. In seguito, sui Colli vengoro edificate le Bianche Torri (è incerto se i costruttori sono i númenóreani o l'elfo Gil-galad, amico di Elendil) e nella più alta di esse, chiamata Elostirion, viene collocato un Palantír. Circa tre millenni più tardi, trent'anni dopo la fine della guerra dell'Anello, i Colli Torrioni vengono donati da Re Elessar alla Contea. Molti hobbit vi si trasferiscono, tra cui Elanor, figlia di Samvise Gamgee, che va a vivere col marito Fastred presso il paese di Sottotorri, situato a ridosso dei Colli Torrioni. Lì la raggiunge anni dopo il padre Sam, ormai molto anziano, e le consegna il Libro Rosso dei Confini Occidentali, che sarà da allora lì custodito.

### Emyn Arnen
Gli Emyn Arnen (lett. "Colline di Arnen", dove Arnen sembra essere un termine di origine pre-númenóreana) sono una catena di colline dell'Ithilien, che si sviluppa a sud di Osgiliath. Sono il feudo di una nobile famiglia númenóreana, la casa di Húrin, dalla quale provengono i vari sovrintendenti di Gondor. Dopo gli eventi della guerra dell'Anello, Aragorn concede a Faramir la signoria sull'Ithilien e sugli Emyn Arnen.

### Emyn Muil
Gli Emyn Muil sono un agglomerato di colline che si estende su entrambi i lati dell'Anduin, dove esso incontra l'affluente Entalluvio. Anticamente segnavano i confini settentrionali del regno di Gondor. Dagli Emyn Muil hanno origine le cascate di Rauros. Vengono attraversati da Frodo e Sam durante il loro viaggio verso Mordor.

### Erech
L'Erech è una collina situata nel Lamedon, una regione di Gondor vicino al fiume Morthond, ai piedi dei Monti Bianchi. La parola Erech deriva da un linguaggio númenoreano e il suo significato è sconosciuto. In cima al colle si trova la Pietra di Isildur, chiamata anche Roccia di Erech, un grande macigno sferico incastrato per metà nel terreno che si dice Isildur fosse riuscito a salvare dalla distruzione di Númenor. Su tale pietra gli uomini delle montagne giurarono alleanza a Isildur, salvo poi non rispettare il patto ed essere condannati a vivere un'esistenza sospesa in uno stato di non morte. Ne Il Signore degli Anelli Aragorn richiama i guerrieri maledetti nei pressi dell'Erech affinché combattano per lui onorando il loro antico giuramento.

### Erenbrulli
Gli Erenbrulli (in inglese Ettenmoors) sono una zona collinare dell'Eriador settentrionale ad ovest delle Montagne Nebbiose. Si tratta di una terra desolata, inospitale, selvaggia e nebbiosa, abitata da creature malvagie e pericolose come i troll. Sono uno dei teatri di guerra tra le forze di Arnor e Angmar durante la Terza Era. Gli Erenbrulli sono un luogo visitabile del videogioco Il Signore degli Anelli: La guerra del Nord, dove vengono denominati Ettenlande.

### Ezellohar
Ezellohar (quenya per "tumulo verde"), detto anche Corollairë in sindarin, è un colle di Aman situato dinanzi alla porta occidentale della città di Valmar. Questo luogo non compare nelle prime versioni del legendarium tolkieniano contenute nei Racconti ritrovati e nei Racconti perduti, ma solo successivamente ne Il Silmarillion. Dopo la distruzione delle Due Lampade, la vala Yavanna ascende su Ezellohar per intonare «un canto di potere in cui mise ogni sua idea di cose crescenti sulla terra». Il canto magico produce la nascita dei due Alberi di Valinor, Telperion e Laurelin, la cui luce illumina nuovamente le terre di Valinor per lungo tempo. Quando Ungoliant e Melkor avvelenano i due alberi provocandone la morte, Nienna disperata sale in cima al colle per lavarli, con le proprie lacrime, dalla corruzione e intonare un canto sulle sciagure del mondo.

### Himring
Himring (in sindarin "him"=continuamente, "ring"=freddo) è una collina nel Beleriand orientale. Il colle di Himring è così descritto ne Il Silmarillion: "aveva ampie pendici, privo d'alberi, la sommità piatta, e circondato di molte alture minori". A est vi sono la Breccia di Maglor e gli Ered Luin; all'ovest il Passo di Aglon. Nelle colline boscose presso Himring si trovano le fonti dei fiumi Celon e Piccolo Gelion. L'Himring ospita una grande fortezza costruita dai figli di Fëanor, che è la principale roccaforte di Maedhros, dalla quale sorveglia la regione di confine che diviene nota come la "Marca di Maedhros". La fortezza sull'Himring è l'unica nel Beleriand Orientale a resistere durante la Dagor Bragollach, e molti superstiti delle regioni circostanti vi si radunano. Ma nella battaglia delle Innumerevoli Lacrime i figli di Fëanor escono totalmente sconfitti; la Marca di Maedhros viene conquistata e presidiata dai soldati di Angband. Dopo l'inabissamento della regione durante la guerra d'Ira, la vetta di Himring rimane sopra i flutti e diviene l'isola di Himring.

### Pinnath Gelin
Pinnath Gelin è una catena di colline che si estende nella regione sud-ovest di Gondor al nord dell'Anfalas. "Pinnath Gelin" è il nome in sindarin, la cui traduzione vuol dire "verdi declivi". In ovestron sono conosciute anche come Verdi Colline. Ne Il Signore degli Anelli si riporta che durante la guerra dell'Anello «Hirluin il Bello delle Verdi colline di Pinnath Gelin, con trecento eleganti guerrieri vestiti di verde» va in aiuto di Minas Tirith.

### Tumulilande
I Tumulilande (Poggitumuli secondo la nuova traduzione italiana, Barrow-downs in inglese), anticamente chiamati Tyrn Gorthad, sono una serie di collinette erbose situate in una piccola regione a est della Contea e a sud della Grande Via Est, vicino alla Vecchia Foresta. Su di esse si trovano numerosi tumuli funerari eretti presumibilmente nella Prima Era dagli antenati degli Edain. Dopo il suo insediamento ad Angmar, il Re Stregone invia ai tumuli i suoi spettri che risvegliano gli scheletri in essi deposti, dando vita agli Spettri dei Tumuli. Dopo la sconfitta di Angmar questi luoghi rimangono temuti in tutto l'Eriador mentre per i raminghi del nord diventano luoghi sacri dove vengono seppelliti i loro capitani.
Ne Il Signore degli Anelli i quattro hobbit si avventurano nei Tumulilande, dove vengono catturati da uno Spettro dei Tumuli e poi salvati dall'intervento di Tom Bombadil. Dal tumulo in cui gli hobbit erano stati imprigionati, Bombadil estrae dei tesori, tra cui le lame dei tumuli che dona agli hobbit. Nel videogioco Il Signore degli Anelli: La guerra del Nord i Tumulilande sono uno dei luoghi visitabili e vengono chiamati Tumulicolli.

## Passi

### Alto Passo
L'Alto Passo, chiamato anche il Passo di Imladris e Cirith Forn en Andrath in sindarin (lett. "Alto Passo del Nord"), è un importante punto di attraversamento delle Montagne Nebbiose. Fu creato da Oromë per permettere agli elfi di attraversare la catena montuosa. Più tardi, nella Prima Era, l'Alto Passo fu utilizzato dai nani, che lo unirono alla Grande Via Est per mettere in comunicazione i Monti Azzurri e le Terre Selvagge. Nella Seconda Era l'Alto Passo fu usato dall'esercito di Gil-galad ed Elendil quando si diressero a Mordor nella guerra dell'Ultima Alleanza tra gli elfi e gli uomini. Dopo questa guerra Isildur fu ucciso dagli orchi che controllavano la strada verso il passo. Durante la tarda Terza Era il passo divenne di nuovo pericoloso a causa degli orchi, e solo con la guerra tra gli orchi e i nani, che eradicò quasi tutti gli orchi delle montagne, divenne di nuovo sicuro. Nelle caverne sotto l'Alto Passo si trova la Città dei Goblin da cui transita la compagnia di Thorin Scudodiquercia ne Lo Hobbit.

### Breccia di Rohan
La Breccia di Rohan è un passaggio tra le Montagne Nebbiose e i Monti Bianchi attraverso il quale scorre il fiume Isen e passa la Grande Via Ovest che mette in comunicazione l'Eriador e Rohan. È il valico più basso e sicuro per transitare le Montagne Nebbiose, tuttavia ne Il Signore degli Anelli la Compagnia dell'Anello lo scarta in quanto troppo vicino a Isengard e probabilmente controllato da Saruman.

### Calacirya
Calacirya (pronuncia /kala'kiria/, lett. "Passo della luce") è la gola delle Pelóri a nord di Taniquetil dove fu eretta Tirion, sul colle di Túna. Dopo l'ottenebramento di Valinor questo fu l'unico passaggio rimasto attraverso le montagne di Aman. I Valar, in questa occasione, avrebbero voluto chiudere interamente le montagne ma, rendendosi conto che agli elfi avrebbe giovato poter respirare l'aria del mare, lasciarono il passo di Calacirya aperto.

### Cirith Gorgor
Cirith Gorgor (lett. "Passo del terrore") è uno dei tre passi che permette l'ingresso a Mordor, insieme a Cirith Ungol e al passo di Minas Morgul. È situato all'incontro fra le due catene montuose degli Ered Lithui e degli Ephel Dúath e offre l'unico punto di accesso a Mordor percorribile da un esercito, per questo Sauron vi fa costruire una possente fortificazione chiamata Cancello Nero. Per aumentare la sicurezza, inoltre, vengono aggiunte durante la dominazione di Gondor le due Torri dei Denti, Narchost e Carchost. Le colline intorno a Cirith Gorgor brulicano di orchi, alloggiati in buchi e caverne scavati nelle montagne.

### Cirith Ungol
Cirith Ungol (lett. "Passo del ragno") è un passo situato su una ripida parete rocciosa del Ephel Dúath che mette in comunicazione l'Ithilien e Mordor attraverso la valle di Minas Morgul. Deve il suo nome al fatto che vi prese dimora il ragno gigante Shelob. Nel corso della Seconda Era gli uomini di Gondor vi costruirono una torre per sorvegliare la terra di Mordor, la quale tuttavia venne poi conquistata dagli orchi e riconvertita come protezione del passo montano. Imponente e massiccia, protetta da numerosi bastioni appuntiti, è addossata alle montagne che si innalzavano a picco in corrispondenza del suo lato posteriore. Ne Il Signore degli Anelli Frodo e Sam vengono condotti a Cirith Ungol da Gollum come percorso alternativo al Nero Cancello - nel loro tentativo di raggiungere il Monte Fato - per aggirare la sorveglianza di Mordor. Qui Frodo cade nelle tele di Shelob ed è poi portato alla torre dagli orchi, venendo in seguito liberato da Sam.

### Passo Cornorosso
Il Passo Cornorosso attraversa le Montagne Nebbiose in prossimità del monte Caradhras. Anticamente collegava il reame noldorin di Eregion nell'ovest alla Valle dei Rivi Tenebrosi e quindi alla valle dell'Anduin nell'est. Dopo la distruzione dell'Eregion nella guerra tra gli elfi e Sauron, questo passo fu usato più che altro nei viaggi degli elfi tra Lórien e l'Eriador. Gli hobbit usarono questo passo durante la loro migrazione dai Campi Iridati verso l'Eriador. Il Passo Cornorosso è notoriamente infido, divenendo famigerato in particolare per il rapimento da parte degli orchi della moglie di Elrond, Celebrían. Ne Il Signore degli Anelli il tentativo della Compagnia dell'Anello di attraversare il passo finisce quasi in disastro a causa di una tempesta di neve, ragion per cui i viandanti sono costretti a ripiegare su Moria.

### Passo di Aglon
Il Passo di Aglon (lett. "Passo angusto") era situato tra il Dorthonion e le alture occidentali della catena dell'Himring nel Beleriand nord-orientale. Costituiva una porta d'accesso per il Doriath. Data la sua importanza strategica, durante la Prima Era Celegorm e Curufin vi eressero fortificazioni, ed in seguito Maedhros lo chiuse, per impedire l'ingresso agli orchi. Dal nord vi soffia costantemente un aspro vento.

### Sentieri dei Morti
I Sentieri dei Morti sono un passo che si snoda tra i Monti Bianchi. Il loro accesso nord è segnato dal Monte Invasato, mentre a sud terminano nei pressi del colle di Erech. Sono un luogo infestato, dove hanno trovato rifugio, durante la Seconda Era, numerosi soldati di Isildur, che lo tradirono e, colpiti dalla sua maledizione, rimasero a metà strada tra la vita e la morte. Ne Il Signore degli Anelli, Aragorn, Legolas, Gimli, alcuni raminghi guidati da Halbarad, e i figli di Elrond Elladan e Elrohir si avventurano da Dunclivo nel passo per convincere i morti a combattere al loro fianco; la maledizione che li imprigiona, infatti, può venire spezzata solo quando essi avranno adempiuto al loro dovere.